# Serra de Santana (tiểu vùng)
Serra de Santana là một tiểu vùng thuộc bang Rio Grande do Norte, Brasil. Tiều vùng này có diện tích 3020 km², dân số năm 2007 là 60657 người.